# Waiting for Jasmin
Waiting for Jasmin (em Árabe: بانتظار الياسمين) é uma série de televisão emiradense de 2015. Foi produzida na Síria e dirigida por Samir Hussein. É estrelada por Ghassan Massoud e Sulaf Fawakherji. Com 30 episódios, a série foi transmitida pela primeira vez em 18 de junho de 2015 pela Dubai TV.
Foi o primeiro programa de TV do país (e o segundo em língua árabe) indicado a um prêmio Emmy.

## Enredo
A série centra-se sobre a tragédia dos refugiados sírios.

## Prêmios e indicações
| Ano  | Prêmio             | Categoria              | Resultado |
| ---- | ------------------ | ---------------------- | --------- |
| 2016 | Emmy Internacional | Melhor Série Dramática | Indicado  |